# Władysław Anders
Władysław Albert Anders (Krośniewice-Błonie, 11 augustus 1892 – Londen, 12 mei 1970) was een Pools generaal en politicus.

## Levensloop
Władysław Anders werd geboren in de tijd dat Congres-Polen nog deel was van het tsaristische Russische Rijk. Zijn beide ouders waren Baltische Duitsers en Anders werd evangelisch-Luthers opgevoed. Hij studeerde aan de Duitstalige Technische Hogeschool van Riga in het gouvernement Riga en ging in 1913 in dienst in het tsaristische leger. Hij rondde in 1917 als een van de laatsten voor de opheffing in de Russische Revolutie de Keizerlijke Militaire Academie van Sint-Petersburg af. Anders vocht hierna bij het Eerste Poolse Korps dat na de nederlaag van Rusland in de Eerste Wereldoorlog door het Duitse Rijk werd opgeheven. Tijdens gevangenschap in Sovjet-Rusland beloofde hij dat als hij zijn gewonde been zou behouden en terugkeren naar Polen, hij zich zou bekeren tot het katholicisme. Hetgeen geschiedde.
In 1919 werd Anders stafchef van het leger van Polen, dat net onafhankelijk was geworden. In de oorlog van 1920 tegen het Rode Leger was hij bevelhebber van het 15e Ulanen-Regiments van Poznań. Na de oorlog ging hij naar Parijs voor een militaire opleiding en werd in 1925 stadscommandant van Warschau.
Tijdens de Duitse invasie in Polen in 1939 was Anders bevelhebber van een brigade van de cavalerie. Vanaf 17 september 1939 vielen de legers van de Sovjet-Unie Oost-Polen binnen tijdens de Sovjet-veldtocht tegen Polen. Bij gevechten met het Rode Leger raakte hij zwaargewond en werd krijgsgevangen gemaakt door de Sovjet-Unie. Als krijgsgevangene was hij eerst in Lemberg (Oekraïens: Львів; Pools: Lwów) en later in de beruchte Loebjanka-gevangenis van de NKVD in Moskou.
Na de Duitse aanval op de Sovjet-Unie werd Anders in juni 1941 vrijgelaten en werd op 4 augustus 1941 tot bevelhebber van het Poolse leger in de Sovjet-Unie benoemd. Dit Poolse leger mocht na een overeenkomst tussen de Sovjet-Unie en de Poolse regering in ballingschap (en na forse druk vanuit Engeland) in juli 1942 via Iran en het Midden-Oosten vertrekken naar het westelijk front.
Anders vocht met de soldaten van het Poolse 2e Korps in de Slag om Monte Cassino. Na de oorlog keerde Anders niet terug naar het door de Sovjet-Unie bezette Polen, maar bleef in Groot-Brittannië actief voor de Poolse regering in ballingschap. Na zijn overlijden werd Anders bijgezet op de Poolse oorlogsbegraafplaats bij Monte Cassino.

## Militaire loopbaan
- Vaandrig (Chorąży), Russische strijdkrachten: 1911
- Kornet (Kornet), Russische cavalerie:  1915
- Luitenant (Poroetsjik), Russische strijdkrachten:
- Kapitein (Sztabskapitan), Russische strijdkrachten:
- Kapitein (Rotmistrz), Russische cavalerie:  1916
- Luitenant-kolonel (Podpułkownik), Poolse strijdkrachten: 23 mei 1919
- Majoor (Major), Poolse strijdkrachten: 15 juli 1920 (met ingang van 1 april 1920)
- Luitenant-kolonel (Podpułkownik), Poolse strijdkrachten: 1 juni 1919
- Kolonel (Pułkownik), Poolse strijdkrachten: 15 augustus 1924
- Brigadegeneraal (Generała Brygady), Poolse strijdkrachten: 1 januari 1934
- Generaal-majoor (Generała Dywizji), Poolse strijdkrachten: 11 augustus 1941
- Luitenant-generaal (Generał Broni), Poolse strijdkrachten: 16 mei 1954

## Onderscheidingen
- Orde van de Witte Adelaar (Postuum) op 11 november 1995 door Lech Wałęsa
- Commandeur in de Virtuti Militari[1]
- Ridderkruis in de Virtuti Militari[1]
- Virtuti Militari, IVe Klasse (gouden kruis)[1]
- Virtuti Militari, Ve Klasse (zilveren kruis)[1]
- Commandeur in de Orde Polonia Restituta[1]
- Officier in de Orde Polonia Restituta
- Kruis voor Onafhankelijkheid[1]
- Oorlogskruis 1944[1] (4)
- Kruis van Verdienste[1]
- Herinneringsmedaille van de Oorlog 1919-1921[1]
- Lid in de Orde van het Bad[1]
- Commandeur in het Legioen van Eer[1]
- Overwinningsmedaille[1]
- Commander in het Legioen van Verdienste[1]
- Orde van Lafayette[1]
- Commandeur in de Orde van Sint-Sava[1]
- Grootkruis in de Orde van Malta[1]
- Croix de guerre 1939 - 1945 met Palm[1]
- Orde van Sint-George, IV Klasse
- Ridder in de Orde van Sint-Vladimir met Zwaarden[1]
- Orde van Sint-Anna
  - Tweede Klasse[1]
  - Derde Klasse[1]
  - Vierde Klasse[1]
- Orde van Sint-Stanislaus
  - Tweede Klasse[1]
  - Derde Klasse[1]
- Defensiemedaille
- Italiaanse Ster
- Oorlogskruis
- Grootkruis in de Orde van Sint-Mauritius en Sint-Lazarus
- War Medal 1939-1945
- Grootkruis in de Orde van de Leeuw en de Zon[1]
- Medaille voor Trouwe Dienst
- Kruis voor het Binnenlandse Leger
- Kruis van Monte Cassino
- Gewondeninsigne (8)
- Herinneringsmedaille voor de 10e Jubileum van de Onafhankelijkheid
- Medaille in Zilver in de Militaire Orde van de Witte Leeuw voor de Overwinning, (Militaire Divisie) op 7 augustus 1925[2]